# Frémeréville-sous-les-Côtes
Frémeréville-sous-les-Côtes är en kommun i departementet Meuse i regionen Grand Est (tidigare regionen Lorraine) i nordöstra Frankrike. Kommunen ligger i kantonen Commercy som tillhör arrondissementet Commercy. År 2022 hade Frémeréville-sous-les-Côtes 127 invånare.

## Befolkningsutveckling
Antalet invånare i kommunen Frémeréville-sous-les-Côtes
| Referens: INSEE |